# Pobladura de Pelayo García
Pobladura de Pelayo García település Spanyolországban, León tartományban. Lakosainak száma 354 fő (2024).

## Földrajza
Pobladura de Pelayo García Bercianos del Páramo, Villamañán, San Millán de los Caballeros, Laguna de Negrillos, Zotes del Páramo és Laguna Dalga községekkel határos.

## Népesség
A település lakosságának változását az alábbi diagram mutatja:
| Lakosok száma | 561  | 530  | 502  | 472  | 426  | 401  | 379  | 373  | 372  | 354  |
|               | 2001 | 2004 | 2007 | 2009 | 2012 | 2014 | 2017 | 2019 | 2022 | 2024 |